# Jared Kushner
Jared Corey Kushner (Livingston, Nova Jérsia,10 de janeiro de 1981) é um investidor e promotor imobiliário, proprietário de jornais e conselheiro do ex-presidente americano Donald Trump.
Kushner é o filho mais velho do promotor imobiliário Charles Kushner e é casado com a filha de Donald Trump, Ivanka. Ele era o principal proprietário da empresa de holding e promoção imobiliária Kushner Companies e da Observer Media, a editora do New York Observer. Ele é o co-fundador e proprietário de parte da Cadre, uma plataforma online de investimento imobiliário.
Em 9 de janeiro de 2017, Kushner foi nomeado conselheiro sénior da Casa Branca. Em consequência, despediu-se dos seus cargos de CEO da Kushner Companies e de editor do Observer, porém as suas participações financeiras privadas continuam a ser alvo de polémica. Kushner ajudou a desenvolver e executar a estratégia de comunicação digital de Trump.

## Biografia
Oriundo de uma família judia, Jared Kushner é filho mais velho de Seryl Kushner (nome de solteira: Stadtmauer) e de Charles Kushner, um promotor imobiliário. Os seus avós paternos, Rae e Joseph Kushner, foram sobreviventes do Holocausto que emigraram para os Estados Unidos em 1949.
Jared frequentou escolas judias antes de conseguir um lugar na Universidade de Harvard. Porém, alguns oficiais das escolas que frequentou questionam se ele teria conseguido entrar por mérito próprio, uma vez que "a sua média não era suficiente, as suas notas nos SAT não eram suficientes. Pensamos que isso certamente não aconteceria". Alguns meses antes de iniciar os estudos em Harvard, o pai de Jared fez uma generosa doação de 2,5 milhões de dólares à instituição.
Depois de terminar o curso em Harvard, Jared concluiu um mestrado e um doutorado na Universidade de Nova Iorque e realizou estágios na Procuradoria de Manhattan e na Paul, Weiss, Rifkind, Wharton & Garrison LLP.
Jared casou-se com Ivanka Trump, filha de Donald Trump, numa cerimónia judia em 25 de outubro de 2009. Os dois têm três filhos, uma menina e dois meninos.

### Carreira

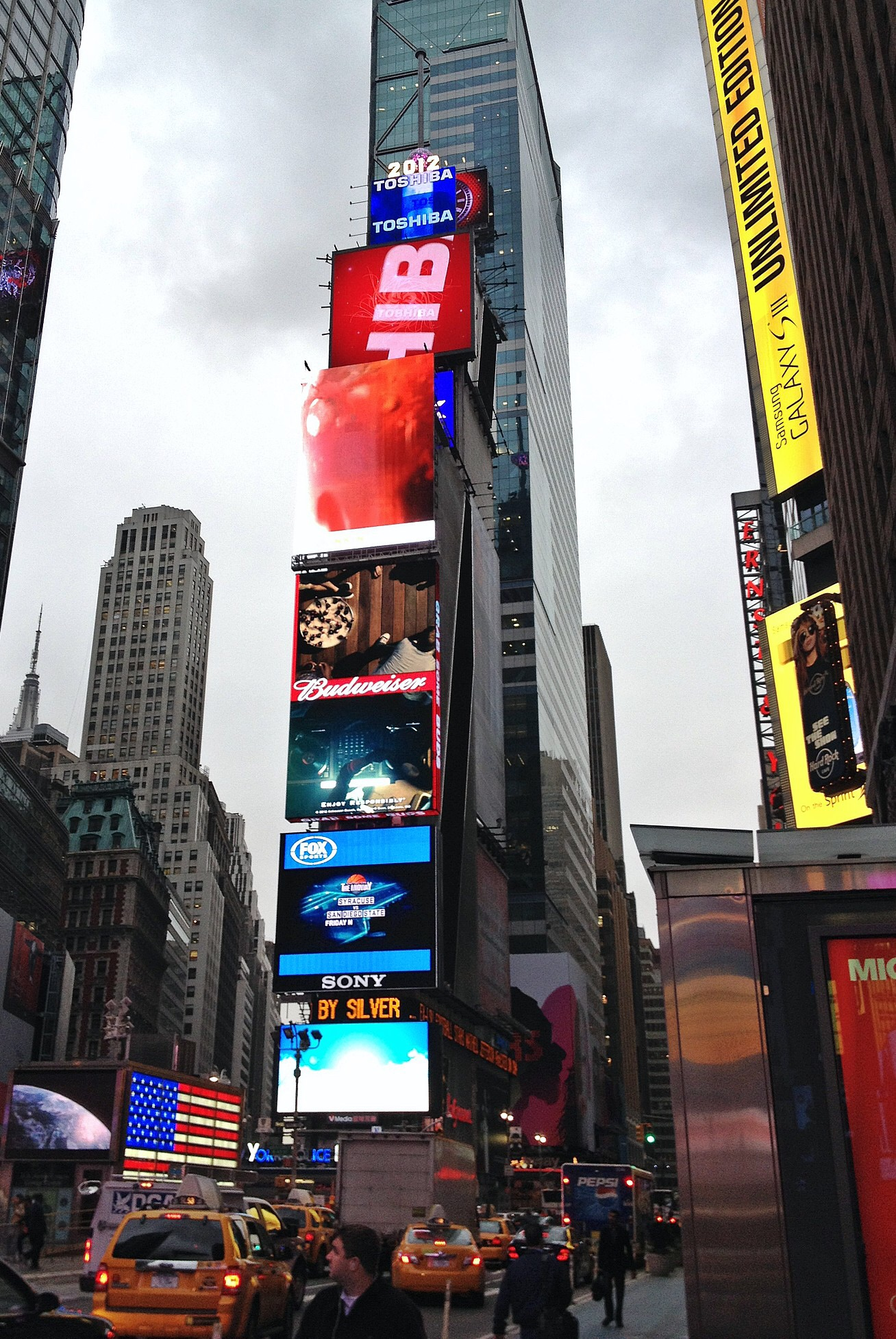
Em 2015, Jared adquiriu a maioria do edifício One Times Square, em Nova Iorque.

Jared assumiu o cargo de CEO da Kushner Companies em 2008. Antes disso, o seu pai foi condenado a 2 anos de prisão por crimes de evasão fiscal, por ter feito donativos ilegais para campanhas políticas e suborno de testemunhas.
Alguns dos maiores negócios da carreira de Jared incluem a aquisição do edifício 666 Fifth Avenue em 2007 por um preço recorde de 1,8 mil milhões de dólares e a aquisição de 51% do Times Square Building por 295 milhões de dólares em 2015.
Em 2014, Jared e o seu irmão Joshua fundaram a plataforma online de investimento imobiliário Cadre (atualmente RealCadre LLC). Os seus sócios nesta empresa incluem o Goldman Sachs e o bilionário George Soros, um dos maiores financiadores do Partido Democrata. No ano seguinte, Jared ficou em 25.º lugar na lista de pessoas  com menos de 40 anos mais influentes no mundo dos negócios da revista Fortune.
Aos 25 anos, Jared adquiriu o New York Observer, um jornal semanal de Nova Iorque, por 10 milhões de dólares. Jared alterou o formato do jornal para um tablóide e aumentou a sua presença online, o que aumentou os seus lucros e número de leitores. Porém, não conseguiu criar uma boa relação com o editor-chefe do jornal, Peter W. Kaplan, que afirmou: "este tipo nem sequer sabe o que não sabe". Kaplan acabou por se despedir do jornal. Jared despediu-se do jornal em 2017 quando passou a fazer parte do governo do Presidente Donald Trump e foi substituído pelo seu cunhado, Joseph Meyer.

### Política
Jared foi um Democrata toda a vida e fez grandes contribuições para as campanhas dos seus candidatos durante anos antes de apoiar a campanha do Republicano Donald Trump. Antes desta campanha, Jared nunca tinha se envolvido diretamente na política.
O papel de Jared durante a campanha de Donald Trump focou-se sobretudo na campanha digital, online e nas redes sociais, tendo contratado uma equipe de 100 pessoas, algumas vindas de Silicon Valley, que ficou conhecida como "Project Alamo". Jared também ajudou a escrever discursos e na elaboração de um plano de transição para a Casa Branca. A certa altura, Jared era considerado o gestor de campanha após a saída de Corey Lewandowski, que foi despedido por sua recomendação. Ele esteve envolvido na visita de Trump ao México em agosto de 2016 e acredita-se que tenha sido responsável pela escolha de Mike Pence para Vice-presidente.

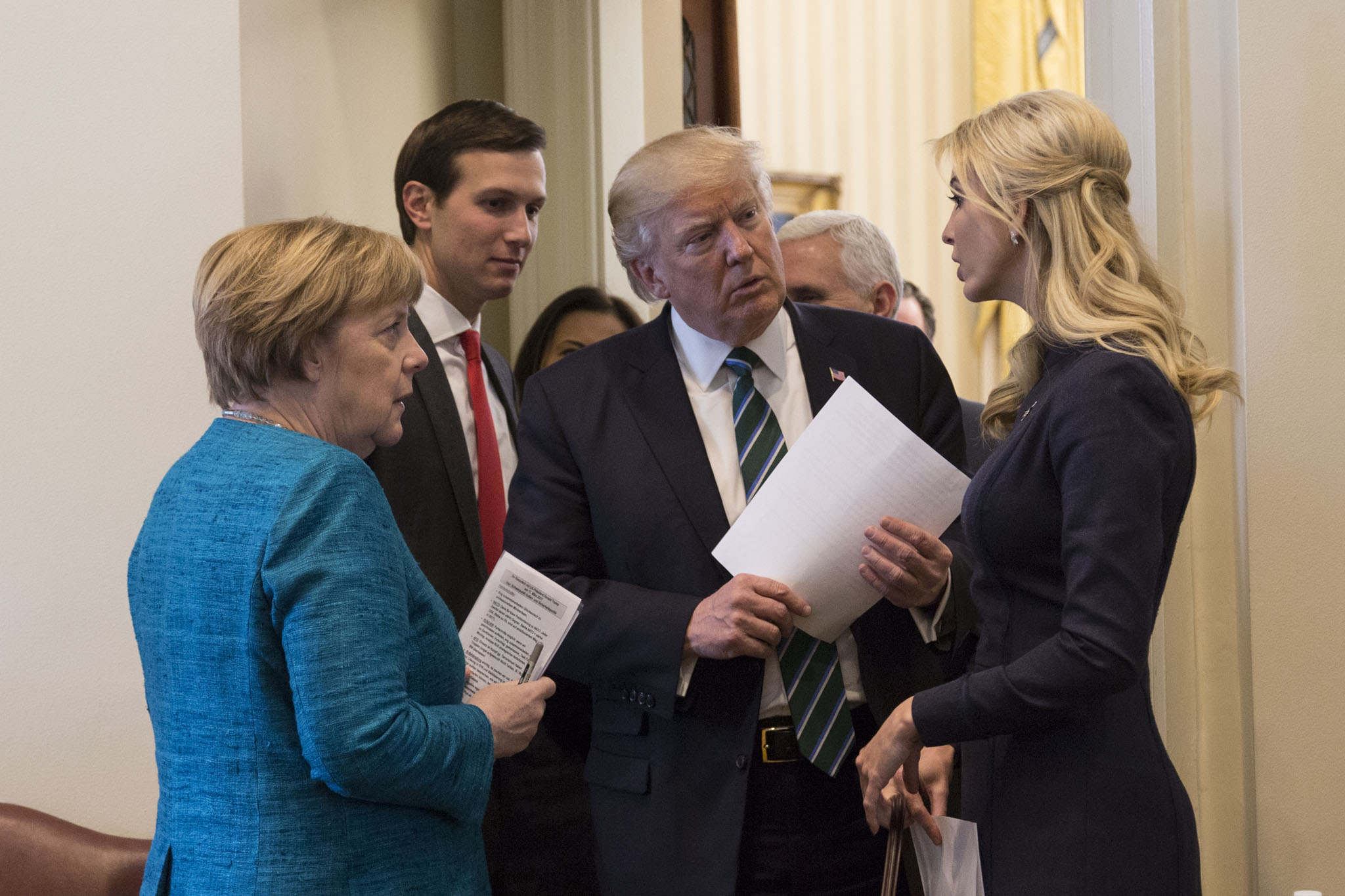
Jared Kushner com Donald Trump, Ivanka Trump e Angela Merkel.

Durante a transição presidencial, Jared passou a ser um dos conselheiros mais próximos de Donald Trump, que pediu que este tivesse acesso a informação confidencial. Segundo alguns relatos, Jared foi o principal responsável pelo despedimento de Chris Christie do cargo de chefe da equipa de transição. Segundo o relato de fonte anónima ao site Politico, Jared sentia animosidade por Christie por ter sido ele o responsável pela acusação que levou o seu pai à prisão. No entanto, Jared desmentiu a história, afirmando numa entrevista à Forbes que os dois tinham decidido não levantar questões do passado enquanto trabalhassem juntos na campanha de Trump.
Em 9 de janeiro de 2017, Jared foi nomeado Conselheiro Sénior do Presidente, uma decisão que foi posta em causa devido à lei anti-nepotismo de 1967. Em 20 de janeiro, o Departamento de Justiça deu o seu parecer, afirmando que "o Presidente pode nomear familiares para a sua equipa imediata de conselheiros". Jared assumiu o cargo em 22 de janeiro de 2017. Trump encarregou Jared das tarefas de resolver o conflito israelo-palestiniano, reorganizar o governo, gerir a crise da droga, criar uma reforma para o sistema de justiça e gerir a relação dos Estados Unidos com o México, a China e a comunidade muçulmana.
Em maio de 2017, vários meios de comunicação social noticiaram que Jared estava sob investigação do FBI em virtude de uma investigação de maior escala à interferência russa nas eleições. De acordo com o Washington Post, Jared estava a ser investigado "devido à extensão e natureza das suas interações com os russos" e de encontros que não mencionou no seu formulário de candidatura a habilitação de segurança. O advogado de Jared afirmou que este se ofereceu para ser interrogado pelo Congresso em virtude destas questões. Segundo a ABC News, Jared não é o alvo da investigação, mas os seus encontros com Sergei Gorvok e Sergey Kislyak estão a ser analisados pelo FBI.